# Lucien Rebuffel
Pour les articles homonymes, voir Rebuffel.
Lucien Rebuffel (Cannes, 10 juillet 1927 - Rosay, 24 mars 2019) est un chef d'entreprise français. Il fut président de la Confédération des petites et moyennes entreprises (CGPME) de 1990 à 2000

## Biographie
Né à Cannes (Alpes-Inférieures, aujourd'hui Alpes-Maritimes) le 10 juillet 1927, il passe un bac mathélem et monte à Paris poursuivre ses études. Il obtient une licence en lettres et un diplôme d'études supérieures (DES) en histoire à la Sorbonne. Il travaille un temps avec son beau-père, drapier-tailleur avant de se lancer avec un ami dans l'achat de petits supermarchés (les « supérettes »). 
En 1964, il fait la connaissance de Léon Gingembre, alors président de la CGPME, ce qui marque son entrée dans le syndicalisme patronal. En 1971, il dirige le journal du syndicat, La Volonté, s'efforçant de faire entendre ce qu'il appelle le « patronat réel ». Il devient en 1977 ou 1978, président de la fédération des PME d'Île-de-France et en 1978, vice-président national de la Confédération générale des petites et moyennes entreprises (CGPME). Il est alors chargé des relations extérieurs du syndicat et entre autres organise des déjeuners de travail avec les leaders politiques de l'époque (Valéry Giscard d'Estaing, François Mitterrand, etc.).
En mars 1990, il devient président de la CGPME, succédant à René Bernasconi, dans une période d'affrontement avec le CNPF (aujourd'hui Medef). Réélu en 1995, il ne se représente pas en 1999, affecté par le décès de son fils et par des polémiques judiciaires (ses relations avec la société d'assurances-vie en faillite Europavie et, dans le contexte de l'affaire des faux électeurs du 3e arrondissement lors de l'élection municipale parisienne de 1989, l'appel de la CGPME aux chefs d'entreprise exerçant dans cet arrondissement parisien d'y voter plutôt qu'à leur domicile). Il est remplacé par Jacques Freidel (qui ne restera que 2 ans en poste). 
Sous son mandat, seront votées la loi Madelin sur le statut des indépendants, la loi Raffarin et la loi Galland sur l'urbanisme commercial, lois portant sa marque. Il obtiendra également de différents Premiers ministres la mise en place d'un impôt progressif pour les sociétés afin que les PME ne soient pas traitées comme de grandes entreprises. Sous son mandat seront également adoptées la loi sur la concurrence (1996)  et la création de la banque de développement des PME (BDPME, 1997). 
Lucien Rebuffel meurt à Paris le 23 mars 2019, à 91 ans.

## Vie personnelle
Marié à Jacqueline Gilardi (1924-2006), il a deux fils, tous deux morts avant lui : Didier, historien (1957-1999) et François, chef d'entreprise (1961-2008).

## Mandats politiques[4]
- Membre (1979-99)
- Vice-président (depuis 1994) du Conseil économique et social (CES)
- Membre du comité économique et social de la Région Ile-de-France (1982-86)
- Membre du Conseil économique et social de l'Union européenne à Bruxelles (1990-99)
- Vice-président national (1978)
- Délégué général (1989)
- Président (1990-99) de la Confédération générale des petites et moyennes entreprises (CGPME)
- Président fondateur de la Fédération des PME de Paris et de l’Ile-de-France (1978)
- Vice-président honoraire de la Chambre de commerce et d’industrie de Paris (1974-86)
- Président de la Délégation consulaire de Paris (1983-86)
- Président du conseil de surveillance du Crédit d’équipement des PME (1985-98)
- Président du conseil de surveillance de la Banque de développement des PME (BDPME) (1997-2000) devenue (2005) Oséo
- Administrateur du Crédit Lyonnais (1979-89), de la Caisse foncière (filiale du Crédit chimique) (1984-89), de l’Unedic (depuis 1983)
- Membre de la Chambre de commerce franco-arabe (1987-90)
- Membre du Centre français du commerce extérieur (CFCE) (1987), du Conseil national de la création d'entreprise (depuis 1997), du Conseil national de l'insertion par l'activité économique (1998-2000)
- Administrateur de l'université Paris III-Sorbonne
- Administrateur de l'Etablissement public de la Villette (1983-86)
- Membre du conseil d'administration de l'Onisep (1982-85)
- Administrateur de sociétés financières (1984)
- Directeur-gérant des publications la Volonté et PMI-France (organes de presse de la CGPME) (1972-99)
- Gérant et Administrateur de sociétés commerciales de gros et de détail
- Président-fondateur de l'Association de gestion du financement de la formation des chefs d'entreprise (Agefice) (depuis 1993)
- Président-fondateur de l'Agefa (centralisation et répartition de la taxe d'apprentissage)
- Conseiller municipal de Rosay (1967-89)
- Conseiller régional de Paris-Ile-de-France (1986-92)
- Conseiller de Paris (1989-2001)
- Ancien président de l’Union des sociétés de préparation militaire (1981)
- Membre du comité consultatif des taux réglementés (1998-2000) et du Comité national pour le passage à l'an 2000) (1999-2000)

## Distinctions[4]
- Grand officier de la Légion d’honneur
- Grand-croix de l’ordre national du Mérite
- Commandeur des Palmes académiques
- Commandeur des Arts et Lettres et de décorations françaises et étrangères
- Médaille d'or de la Jeunesse et des Sports.